# 夸胡高原
夸胡高原（英語：Kwahu Plateau）是迦納南部的高原，長度260公里，形成分隔該國兩大河流系統沃爾特河和普拉河的分水嶺，平均海拔457.2公尺，最高點為海拔788公尺之阿卡瑪瓦山（Mount Akmawa）。